# Петренки (Полтавский район)
Петренки (укр. Петренки) — село,
Байракский сельский совет,
Диканьский район,
Полтавская область,
Украина.
Код КОАТУУ — 5321080804. Население по переписи 2001 года составляло 44 человека.

## Географическое положение
Село Петренки находится в 2-х км от левого берегу реки Средняя Говтва.
На расстоянии в 0,5 км расположены сёла Одарюковка и Байрак.
По селу протекает пересыхающий ручей с запрудой.